# Cestující v dešti
Cestující v dešti (francouzsky Le passager de la pluie) je francouzsko-italský filmový thriller z roku 1970 režiséra Reného Clémenta. Hlavní roli ztvárnila Marlène Jobertová a Charles Bronson. Film vyhrál cenu Zlatý glóbus za nejlepší cizojazyčný film.

## Děj
Filmové drama pojednává o mladé ženě jménem Mellie (Marlène Jobertová), která žije na francouzském pobřeží. Jednoho deštivého dne se stane svědkyní přistání záhadného cizince. Ten ji znásilní v jejím vlastním domě a schová se ve sklepě. Melanie ho vyzve s puškou v ruce k odchodu s tím, že věc nebude hlásit, ale on se jí jen vysmívá. Mellie vystraší a ta stiskne spoušť. V panice ukryje jeho tělo, a má za to, že tím se věc uzavře.
Do města ale přijíždí tajemný americký detektiv Harry Dobbs (Charles Bronson), který je přesvědčen, že Mélie ví více, než přiznává. Postupně odkrývá, že mrtvý muž byl zapletený do zločinu, a jeho přítomnost v jejím životě nebyla náhodná. Mezi Mélie a Harrym se rozvíjí psychologická hra, v níž se střídají důvěra, manipulace a neustálé podezírání.
Napětí roste, když se ukazuje, že Mélie ukrývá tajemství nejen před detektivem, ale i před svým manželem. Film směřuje k dramatickému závěru, v němž pravda vychází najevo, a Mélie je nucena čelit důsledkům svých činů.
Film má silnou psychologii postav, provází jej napjatá atmosféra a klade důraz na morální dilemata. Kombinuje prvky thrilleru a detektivky s hlubším pohledem na lidské emoce a motivace.